# Suolojaure (Sorsele socken, Lappland, 731928-147685)
Suolojaure är en sjö i Sorsele kommun i Lappland och ingår i Umeälvens huvudavrinningsområde. Sjön har en area på 0,354 kvadratkilometer och ligger 996,4 meter över havet. Suolojaure ligger i Vindelfjällen Natura 2000-område. Sjön avvattnas av vattendraget Jirejukke.

## Delavrinningsområde
Suolojaure ingår i det delavrinningsområde (731949-147639) som SMHI kallar för Ovan 731961-147499. Medelhöjden är 982 meter över havet och ytan är 3,42 kvadratkilometer. Det finns inga avrinningsområden uppströms utan avrinningsområdet är högsta punkten. Jirejukke som avvattnar avrinningsområdet har biflödesordning 2, vilket innebär att vattnet flödar genom totalt 2 vattendrag innan det når havet efter 434 kilometer. Avrinningsområdet består mestadels av kalfjäll (90 procent). Avrinningsområdet har 0,35 kvadratkilometer vattenytor vilket ger det en sjöprocent på 10,3 procent.